# 551 Ортруда
551 Ортруда (551 Ortrud) — астероїд головного поясу, відкритий 16 листопада 1904 року Максом Вольфом у Гейдельберзі.